# Pee Dee River Railway
| Lok Nr. 1764 der Pee Dee River Railway. |                      |                                     |                                     |
| Die Strecke zwischen McColl und Mohawk. |                      |                                     |                                     |
| Streckenlänge: | 37 km                |                                     |                                     |
| Spurweite: | 1435 mm (Normalspur) |                                     |                                     |
| Minimaler Radius: | 155 m                |                                     |                                     |
| |                      |                                     |                                     |
| \| \| \| Andrews Subdivision der CSX \| \| \| \| \| li. nach Hamlet / re. nach Pembroke \| \| \| \| \| Beginn der Pee Dee River Railway \| \| \| \| 0,0 \| McColl \| 54 m ü. M. \| \| \| \| Beeverdam Creek (21 m) \| \| \| \| 4,9 \| Tatum \| Tatum \| \| \| \| Domat Paper Mill \| \| \| \| \| Cottingham Creek \| \| \| \| \| Abstellgleis \| \| \| \| \| Abstellgleis \| \| \| \| \| Breedin \| \| \| \| 14,3 \| Bennettsville \| 48 m ü. M. \| \| \| \| Marlboro Mills (nach 6,6 km) \| 37 m ü. M. \| \| \| \| Crooked Creek (21 m) \| \| \| \| \| Lockschuppen Engin House Lane \| \| \| \| \| US 401 \| \| \| \| \| Ausweichstelle \| \| \| \| 24,1 \| Marlboro Junction Gleisdreieck \| Marlboro Junction Gleisdreieck \| \| \| \| Ausweichstelle Henegan Lake Road \| \| \| \| 30,2 \| Mohawk Industries Inc. \| 33 m ü. M. \| \| \| \| \| \| \| Quellen: [1][2] \| \| \| \| |                      |                                     |                                     |
| |                      | Andrews Subdivision der CSX         |                                     |
| Abzweig quer und von links |                      | li. nach Hamlet / re. nach Pembroke | li. nach Hamlet / re. nach Pembroke |
| Wechsel des Eisenbahninfrastrukturunternehmens |                      | Beginn der Pee Dee River Railway    | Beginn der Pee Dee River Railway    |
| Dienststation / Betriebs- oder Güterbahnhof | 0,0                  | McColl                              | 54 m ü. M.                          |
| Brücke über Wasserlauf |                      | Beeverdam Creek (21 m)              | Beeverdam Creek (21 m)              |
| Dienststation / Betriebs- oder Güterbahnhof | 4,9                  | Tatum                               | Tatum                               |
| Abzweig geradeaus und von links |                      | Domat Paper Mill                    | Domat Paper Mill                    |
| Brücke über Wasserlauf |                      | Cottingham Creek                    | Cottingham Creek                    |
| Abzweig geradeaus und nach links |                      | Abstellgleis                        | Abstellgleis                        |
| Abzweig geradeaus und nach links |                      | Abstellgleis                        | Abstellgleis                        |
| Betriebs-/Güterbahnhof Streckenanfang und quer · Abzweig geradeaus und von rechts |                      | Breedin                             | Breedin                             |
| Dienststation / Betriebs- oder Güterbahnhof | 14,3                 | Bennettsville                       | 48 m ü. M.                          |
| Betriebs-/Güterbahnhof Streckenanfang · Strecke |                      | Marlboro Mills (nach 6,6 km)        | 37 m ü. M.                          |
| Brücke über Wasserlauf · Strecke |                      | Crooked Creek (21 m)                | Crooked Creek (21 m)                |
| Abzweig geradeaus und nach rechts · Strecke |                      | Lockschuppen Engin House Lane       | Lockschuppen Engin House Lane       |
| Strecke mit Straßenbrücke · Strecke |                      | US 401                              | US 401                              |
| Dienststation / Betriebs- oder Güterbahnhof · Strecke |                      | Ausweichstelle                      | Ausweichstelle                      |
| Strecke nach links · Abzweig geradeaus, nach rechts und von rechts | 24,1                 | Marlboro Junction Gleisdreieck      | Marlboro Junction Gleisdreieck      |
| Dienststation / Betriebs- oder Güterbahnhof |                      | Ausweichstelle Henegan Lake Road    | Ausweichstelle Henegan Lake Road    |
| Betriebs-/Güterbahnhof Streckenende | 30,2                 | Mohawk Industries Inc.              | 33 m ü. M.                          |
| |                      |                                     |                                     |
| Quellen: |                      |                                     |                                     |

Die Pee Dee River Railway (PDRR) ist eine Tochtergesellschaft der Aberdeen and Rockfish Railroad mit Sitz in Aberdeen im US-Bundesstaat North Carolina. Sie betreibt Güterverkehr auf der ehemaligen CSX-Strecke von McColl (South Carolina) aus, 37 Kilometer nach Süden, bis zum Standort von Mohawk Industries. Eigentümer der Strecke ist der Marlboro County.

## Geschichte
Der Bau der Strecke wurde am 9. Februar 1882 von der South Carolina Pacific Railway begonnen. Nach Fertigstellung Ende des gleichen Jahres, wurde sie dann bereits an die Cape Fear and Yadkin Valley Railway verpachtet. Wegen finanzieller Schwierigkeiten geriet die South Carolina Pacific schon 1894 unter Zwangsverwaltung. Die Bahnlinie wurde daraufhin 1894 von der Atlantic Coast Line Railroad erworben und betrieben. Die ACL wiederum wurde am 1. Juli 1967 von der Seaboard Coast Line Railroad übernommen und diese dann am 1. Januar 1983 in die Seaboard System Railroad integriert. Seaboard Systems war ihrerseits seit dem 1. November 1980 Bestandteil der CSX Transportation. Die Strecke wurde schließlich 1987 von der CSX aufgegeben und vom Marlboro County aufgekauft.

### Die Pee Dee River Railway
Am 1. Oktober 1987 wurde Pee Dee River Railway als Tochtergesellschaft der Aberdeen and Rockfish Railroad gegründet und schloss einen Pachtvertrag mit dem Marlboro County. Seither betreibt die Bahngesellschaft Güterverkehr auf der 37 Kilometer langen Strecke zwischen McColl (South Carolina) und Marlboro Mills und Mohawk im Süden. In McColl besteht eine Verbindung zur CSX Transportation. 1990 eröffnete Willamette eine große Papierfabrik in Marlboro Mills. Dies bescherte der Pee Dee River Railway ein umfangreiches Transportvolumen. Die Fabrik wurde 2002 von Weyerhaeuser erworben und am 5. März 2007 an die Domtar Paper Company übertragen. Die Linie ist aktuell an sieben Tagen pro Woche in Betrieb und bedient die Domtar Papierfabrik, Mohawk Carpet, Hanson Aggregates und Southern States. Mit der PDRR werden unter anderem Papierrollen, Zellstoff, Kunststoffpellets, Spanplatten, Düngemittel transportiert.

## Fahrzeuge
Zu Beginn verlegte die Aberdeen and Rockfish Railroad eine EMD GP7 mit der Betriebsnummer 205 nach Bennettsville (South Carolina). Die Lok war mit einer vereinfachten türkis/orangen AR-Lackierung versehen und zog Züge mit Holz, Düngemittel und anderen Gütern. Später wurde die Lok von einer EMD CF7 mit der Nummer 2486 abgelöst. In den nächsten drei Jahren ergänzten vier EMD GP16-Loks den Fuhrpark, der aktuell aus fünf Lokomotiven besteht.
| Lokomotiven       |                       |                  |      |                |              |                                                            |
| Betriebs-Nr.      | Hersteller            | Achsfolge/Modell | kW   | Baujahr        | Seriennummer | Bemerkung                                                  |
| Diesellokomotiven |                       |                  |      |                |              |                                                            |
| 1764              | Electro-Motive Diesel | GP16             | 1200 | September 1952 | 17381        | Ehem. Seaboard Air Line Railroad Nr. 1809.                 |
| 1797              | Electro-Motive Diesel | GP16             | 1200 | Dezember 1951  | 14979        | Ehem. Atlantic Coast Line Railroad Nr. 219, Pee Dee River. |
| 1800              | Electro-Motive Diesel | GP16             | 1200 | Juni 1951      | 13895        | Ehem. Atlantic Coast Line Railroad Nr. 215.                |
| 1842              | Electro-Motive Diesel | GP16             | 1200 | Februar 1952   | 15539        | Ehem. Seaboard Air Line Railroad Nr. 1795.                 |
| 2486              | Electro-Motive Diesel | CF7              | 1300 | August 1951    | 13728        | Ehem. Atchison, Topeka and Santa Fe Railway Nr. 259C.      |
| [ 4 ] [ 5 ]       |                       |                  |      |                |              |                                                            |